# 後藤福基
後藤 福基（ごとう とみもと、生没年不詳）は、江戸時代初期の土佐藩士（母衣・禄500石）、通称は左京。家紋は「丸に一つ菱」。後藤久基の子。後藤象二郎の10代前の先祖にあたる。

## 来歴
後藤家の祖は、藤原北家利仁流の美作後藤氏である。後藤家は南北朝時代から戦国時代にかけての200年間、美作国の三星城を居城としたが、天正7年（1579年）5月に落城した。
慶長6年（1601年）、土佐藩主山内一豊が土佐から上洛する途中の大坂で、嫡子後藤助右衛門と共に召抱えられた。福基は禄500石を与えられて御使母衣（従六位相当）に列した。某年月日死去。
嫡子の助左衛門が一家として取り立てられていたため、福基の跡は次男の之基が継いだ。

## 家族
- 後藤助右衛門
父と同じく慶長6年（1601年）、大坂で山内一豊に召抱えられ、一豊の土佐帰藩に御供し、御馬廻役を仰せ付けられ知行200石を下し置かれた。某年月日死去。
家督は養子の左近右衛門正勝が継いだ。この系の子孫が後藤象二郎である。
- 後藤十兵衛之基
父跡目500石のうち100石を下し置かれ、御馬廻を命じられた。
万治3年（1660年）死去。家督は養子の又六基平が継いだ。

## 補注
1. ↑  『御侍中先祖書系圖牒』 後藤福基、後藤助右衛門 各頁参照。